# Rhantus frontalis
Rhantus frontalis är en skalbaggsart som först beskrevs av Thomas Marsham 1802.  Rhantus frontalis ingår i släktet Rhantus och familjen dykare. Arten är reproducerande i Sverige. Inga underarter finns listade i Catalogue of Life.

## Bildgalleri

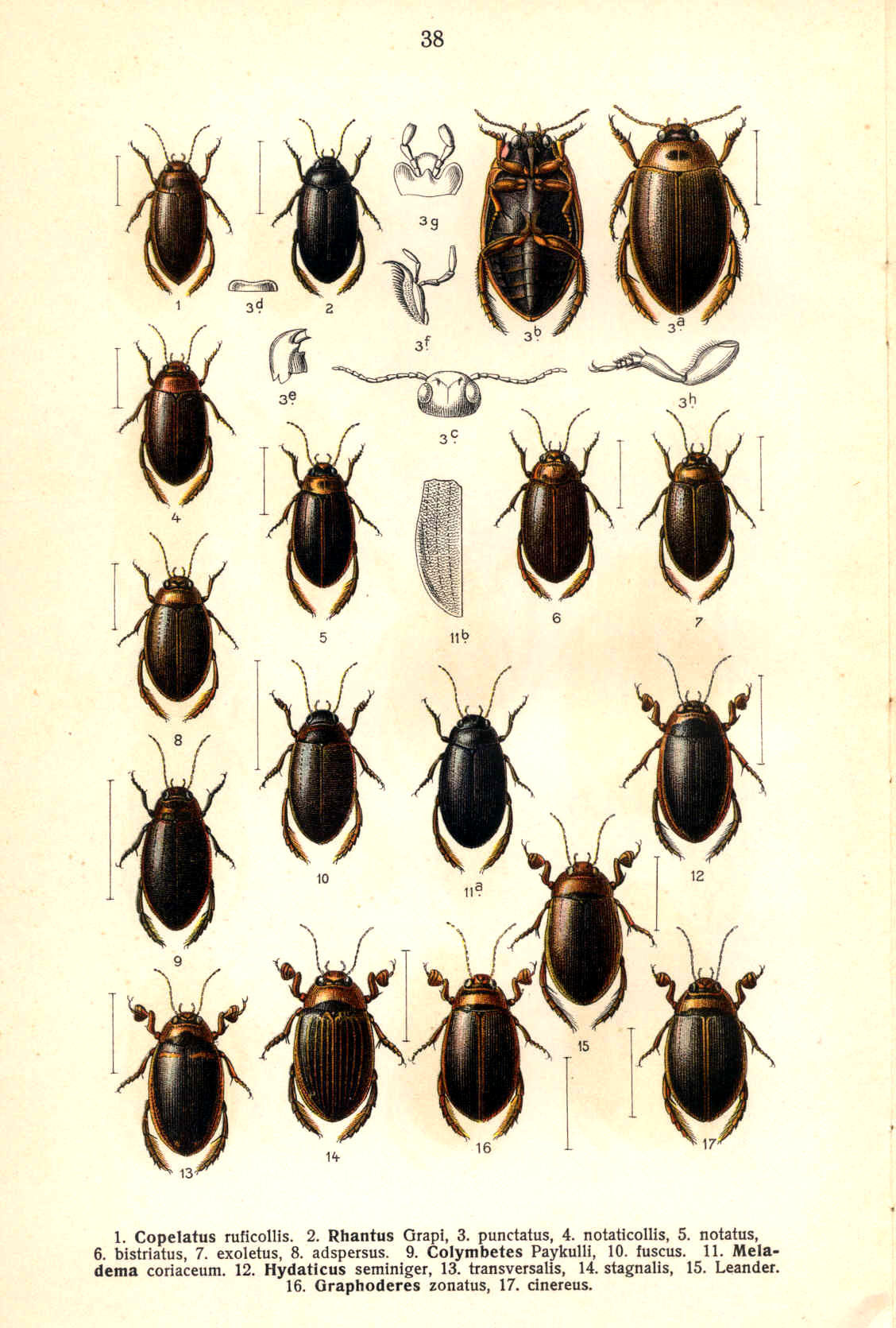
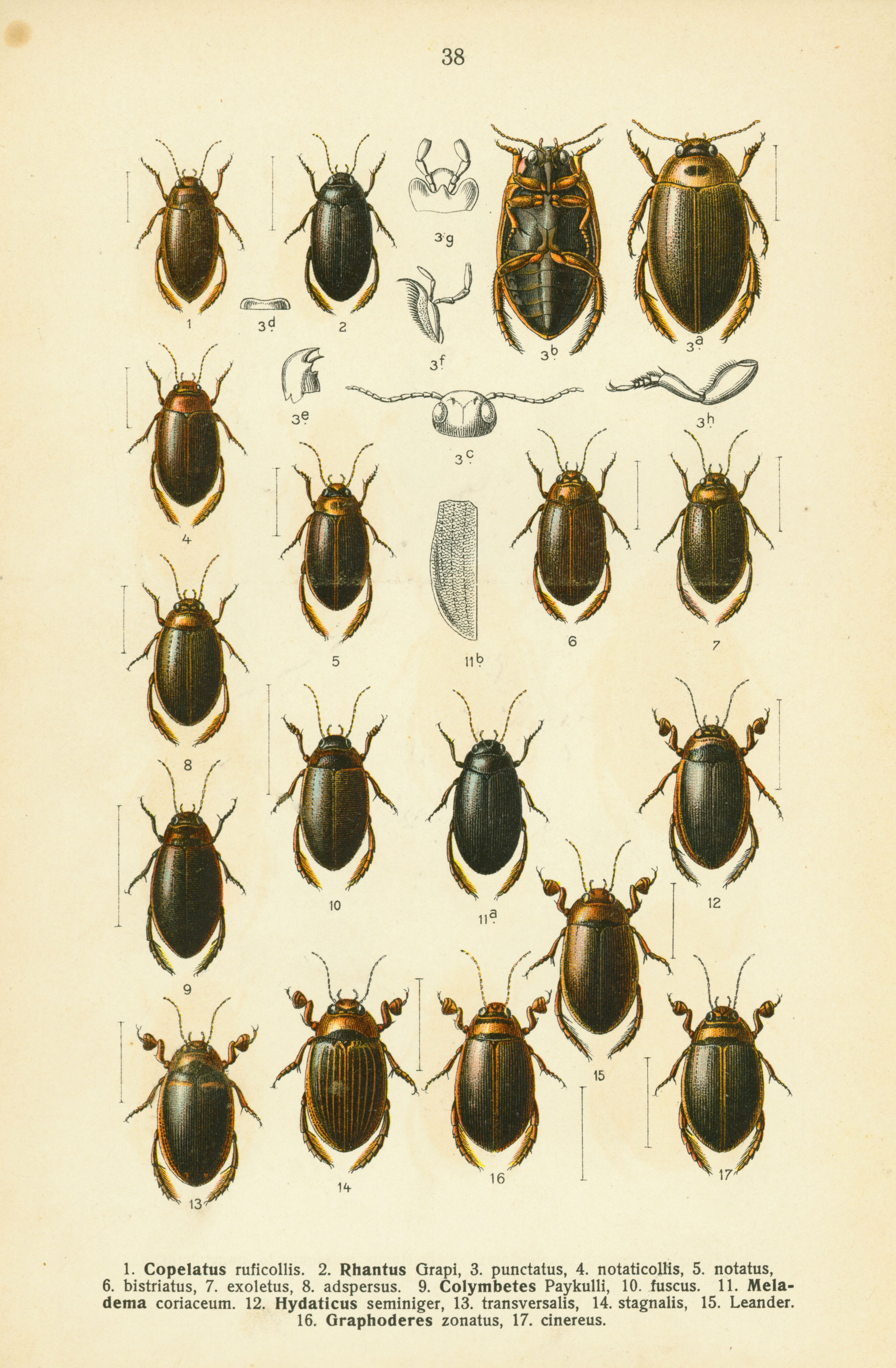
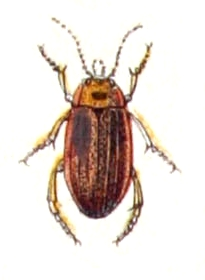